# Troy Perkins
Troy Perkins (Springfield, 29 de julho de 1981) é um futebolista norte-americano que atua como goleiro. Atualmente joga pelo Seattle Sounders.

## Carreira

### Universidade
Perkins é graduado pela Thomas Worthington High School, e jogou futebol universitário pela University of South Florida e também pela University of Evansville.

### Profissional
Após sua graduação, em 2003, Perkins ficou sem nenhum time. No entanto assinou um "contrato de desenvolvimento" com o D.C. United. Sem expectativas de jogar, Perkins teve uma oportunidade após Nick Rimando e Doug Warren perderem suas posições no time. Perkins jogou bem suas partidas e jogou por 16 partidas.
No começo de 2005 treinou com o Bolton e em 2006 com Everton.
Durante a temporada de 2006, Perkins foi o titular do D.C. United disputando 30 dos 32 jogos na temporada. No mesmo ano foi nomeado o goleiro do ano, e fez parte de All-Star Team.
Em Dezembro de 2007, assinou contrato com o Vålerenga se tornando o primeiro norte-americano a defender um clube Norueguês
Em Janeiro de 2010, retornou ao D.C. United.
Em Dezembro de 2012, foi trocado para o Portland Timbers pelo goleiro Steve Cronin Perkins veio para Portland para ser o goleiro titular mais acabou perdendo o começo da temporada devido a uma contusão sofrida no treino. Assinou sua renovação de contrato em 28 de novembro de 2010.

## Internacional
Perkins também jogou pela Seleção de Futebol dos Estados Unidos, fez sua primeira partida no dia 21 de janeiro de 2009 contra a Suécia.

## Títulos

### D.C. United
- Major League Soccer Supporter's Shield: 2008

### Vålerenga
- Copa da Noruega: 2008